# 安日
安日（？—前17年），是乌孙的小昆弥，拊离的儿子。
父亲拊离被叔叔日贰杀死后，安日得到了汉朝的支持成为小昆弥，日贰逃到康居。汉朝屯军姑墨，安日派贵人姑莫匿三人假装跟从日贰逃亡，刺杀了他。西域都护廉褒赏赐姑莫匿等人。前17年，安日又被降民刺杀。